# Astrophile
Astrophile（タイ語: คืนนับดาว、アストロファイル）は、2022年に放映されたタイのテレビドラマで、ダヴィカー・ホーネー（マイ）、ワチラウィット・チワアリー（ブライト）、ジュンポン・アドゥンキッティポーン（オフ）が主演を務める。Duangmaanによる小説『คิมหันต์พันดาว（キムハンパンダーオ）』を原作としている。
このドラマはクー・エッカシット・トラクーカシムサックが監督し、GMMTVがKeng Kwang Kangと共に制作した。2021年12月1日に開催された「GMMTV2022 BORDERLESS」イベント中に2022年放送予定の22のドラマプロジェクトの1つとして紹介された。2022年6月1日からタイ国内ではGMM 25で水曜日と木曜日の20:30（ICT）に放送され、TrueIDオンラインプラットフォームでも同日の22:30（ICT）に配信された。日本では6月11日からCSテレ朝チャンネル1にて放送された。

## キャストとキャラクター

### 主演
- ナップダオ役：ダウィカー・ホーネー（マイ）
- キムハン役：ワチラウィット・チワアリー（ブライト）
- テーンクン役：ジュンポン・アドゥンキッティポーン（オフ）

### 助演
- ジャイゲーオ役：ワッチャラ・スクチュム（ジェニー・パナン）
- ナムモン役：アラチャポン・ポーキンパーコン（ゴーイ）
- ピート役：ナチャット・ジャンタパン（ニッキー）
- ミンジュン役：パタラ・エークサーンクン（フォエイ）
- ケワリン役：パチャラ―・タプトーン （クラプック）
- サーイモーク役：プロンフィリヤ・トンプッタラック（パーペン）
- パオ役：ジラキット・クーアーヤクン（トップタップ）
- ポイ役：カナパン・プイトクーン（ファースト）
- アリス役：パーシディー・ペッスティー（ルックチャン）
- ミーナ役：パワラワン・ウィーラプチョン（エーワー）
- レオ・ソッセイ
- プローイションプー・スパサップ（ジャン）

## オリジナルサウンドトラック
| 曲名                                  | アーティスト                     | 備考              |
| ------------------------------------- | -------------------------------- | ----------------- |
| นับดาว (Counting Star)                 | ガウィン・キャスキー（フルーク） | [ 4 ] [ 5 ] [ 6 ] |
| Just Say You Love Me (สมัยนี้เค้าไม่แอบรัก) | Worranit Thawornwong             | [ 7 ] [ 8 ]       |

## タイでの評価
- 最も低い評価のエピソードは青文字、最も高い評価のエピソードは赤文字で表す。

| EP         | 放送時間      | 放送日      | 評価  | 備考   |
| ---------- | ------------- | ----------- | ----- | ------ |
| 0          | 2022年5月26日 | 20:30 (ICT) | 0.055 | [ 9 ]  |
| 1          | 2022年6月1日  | 20:30 (ICT) | 0.088 | [ 10 ] |
| 2          | 2022年6月2日  | 20:30 (ICT) | 0.184 | [ 11 ] |
| 3          | 2022年6月8日  | 20:30 (ICT) | 0.098 | [ 12 ] |
| 4          | 2022年6月9日  | 20:30 (ICT) | 0.047 | [ 13 ] |
| 5          | 2022年6月15日 | 20:30 (ICT) | 0.126 | [ 14 ] |
| 6          | 2022年6月16日 | 20:30 (ICT) | 0.105 | [ 15 ] |
| 7          | 2022年6月22日 | 20:30 (ICT) | 0.095 | [ 16 ] |
| 8          | 2022年6月23日 | 20:30 (ICT) | 0.069 | [ 17 ] |
| 9          | 2022年6月30日 | 20:30 (ICT) | 0.217 | [ 18 ] |
| 10         | 2022年7月6日  | 20:30 (ICT) | 0.116 | [ 19 ] |
| 11         | 2022年7月7日  | 20:30 (ICT) | 0.126 | [ 20 ] |
| 12         | 2022年7月13日 | 20:30 (ICT) | 0.096 | [ 21 ] |
| 13         | 2022年7月14日 | 20:30 (ICT) | 0.070 | [ 22 ] |
| 14         | 2022年7月20日 | 20:30 (ICT) | 0.129 | [ 23 ] |
| 15         | 2022年7月21日 | 20:30 (ICT) | 0.155 | [ 24 ] |
| 16         | 2022年7月27日 | 20:30 (ICT) | 0.104 | [ 25 ] |
| 17         | 2022年7月28日 | 20:30 (ICT) | 0.076 | [ 25 ] |
| 18         | 2022年8月3日  | 20:30 (ICT) | 0.052 | [ 26 ] |
| 平均收視率 | 平均收視率    | 平均收視率  | 0.109 | 1      |

^1 エピソードあたりの平均評価に基づく。